# Alexis-Armand Charost
Alexis-Armand Charost, francoski rimskokatoliški duhovnik, škof in kardinal, * 14. november 1860, Le Mans, Francija, † 7. november 1930, Rennes, Francija. 

## Življenjepis
19. maja 1883 je prejel duhovniško posvečenje.
14. februarja 1913 je bil imenovan za pomožnega škofa Cambraija in za naslovnega škofa Milopotamusa; 13. maja je prejel škofovsko posvečenje. 21. novembra istega leta je postal škof Lilla.
18. junija 1920 je bil imenovan za sonadškofa Rennesa in za naslovnega nadškofa Chersonesusa; 22. septembra 1921 je nasledil nadškofovski položaj.
11. decembra 1922 je bil povzdignjen v kardinala in imenovan za kardinal-duhovnika S. Maria della Vittoria.